# Minnan Wikipedia
Minnan Wikipedia (minnan: Bân-lâm-gú,  dansk: den minnanesisksprogede Wikipedia) er den minnanesisksprogede  version af det verdensomspændende encyklopædi-projekt Wikipedia. Minnan Wikipedia blev lanceret i 2003.

Pr. onsdag den 26. marts 2025 har den minnanesisksprogede Wikipedia 433.629 artikler, 82 aktive bidragydere og 3 administratorer.